# Mount Armagost
Mount Armagost ist ein 2040 m hoher Berg im Norden des ostantarktischen Viktorialands. Er ist einer aus einer ganzen Reihe von Berggipfeln zwischen der Mirabito Range und der Homerun Range. Er ragt 14,5 km südwestlich des Mount LeResche auf.
Der United States Geological Survey kartierte ihn anhand eigener Vermessungen und mithilfe von Luftaufnahmen der United States Navy zwischen 1960 und 1963. Das Advisory Committee on Antarctic Names benannte ihn nach Harry M. Armagost, Leitender Ausrüstungsbediensteter der United States Navy, der 1963 und 1967 auf der McMurdo-Station überwinterte.